# 世界遺産と博物館
世界遺産と博物館（せかいいさんとはくぶつかん、英語：World Heritage & Museums）は、2016年のユネスコ総会で採択された「ミュージアムとコレクションの保存活用、その多様性と社会における役割に関する勧告（Recommendation on the Protection and Promotion of Museums and Collections, their Diversity and their Role in Society）」をうけ、ユネスコがその運用の一例として提示した指針。
世界遺産を活用する遺産の商品化に伴うヘリテージツーリズムなどで訪問者がより深く遺産（文化資源や自然環境）を理解（正しい遺産の解釈）するとともに、その保護の重要性（持続可能性）を認識させるための施設として博物館の存在を重視するという考え。
世界遺産条約では第5条に「文化遺産及び自然遺産の保護・保存及び整備の分野における全国的または地域的な研修センターの設置」という条文があり、世界遺産近くにガイダンス施設・ビジターセンターを設置することを求めているが、途上国では経済的事情から新築が困難で、多地域に分散するシリアルノミネーションによる登録物件でも複数の施設を造ることは負担となり、無形文化遺産のような無形で特に開催日時が限定される祭事などは体感しにくいこともあり、既存の博物館・資料館・美術館において遺産の概要を周知させることを示唆した。
世界遺産は不動産有形財構築物が対象であるが、遺産の価値を証明する可動文化財（出土遺物や美術工芸品など）は世界遺産に求められる完全性を補完しうるため世界遺産の近くにあることが望ましく、ユネスコは場域留置のサイトミュージアムを推奨する。また、文化遺産の書式化とそのデジタル情報化による仮想博物館やオンライン展覧会も奨励する。
一方で世界遺産に対しては景観・環境保護を求めており、ガイダンス施設や博物館を新設する場合にその立地や外観デザインが問題となり、宗教的聖地では文化的空間がもつ場所の精神を冒しかねない。民俗分野における野外博物館や自然分野でのエコミュージアムといった半有形半無形のものをどう取り込んでゆくか、営利事業としての企業経営の博物館、恒久性が乏しい個人博物館、古文書などの歴史資料を保管する図書館の位置付け、自然遺産におけるネイチャーセンターや動物園・植物園の取り扱いなどの課題もある。
日本においては博物館法があり、法的に「登録博物館」と「博物館相当施設」に分類され、その定義に属さない「博物館類似施設」もある。前述のように個人収集品を個人で管理する個人博物館（博物館類似施設）や商品として美術工芸品を公開する美術商店舗であっても重要な資料を所持していることも多く、そうした法的保護が及ばない範疇の取り扱いが課題となっている。
「世界遺産と博物館」施策はユネスコと協力関係にある国際博物館会議の「文化のハブ（結節点）としての博物館」という理念にも合致する。